# Ferdinando Guerci
Ferdinando Guerci, noto anche con lo pseudonimo di "Caio" (Parma, 19 gennaio 1924 – Farini d'Olmo, 27 giugno 1944), è stato un partigiano italiano, medaglia d'oro al valor militare alla memoria.

## Biografia
Aveva soltanto 18 anni quando si era arruolato volontario nella Milizia fascista, ma aveva fatto presto a ricredersi, tanto che è stato, in Emilia, uno dei primi combattenti della guerra di liberazione. Era vice comandante della Brigata "Caio" (proprio dal suo soprannome), che operava nel piacentino e nel parmense, quando con i suoi uomini si trovò impegnato a Farini d'Olmo in un violento scontro con i fascisti che presidiavano la località. Il combattimento durò 36 ore e quando Guerci guidò il vittorioso assalto conclusivo, cadde colpito a morte mentre tentava di porre in salvo un compagno gravemente ferito.